# Hohenau (Niederbayern)

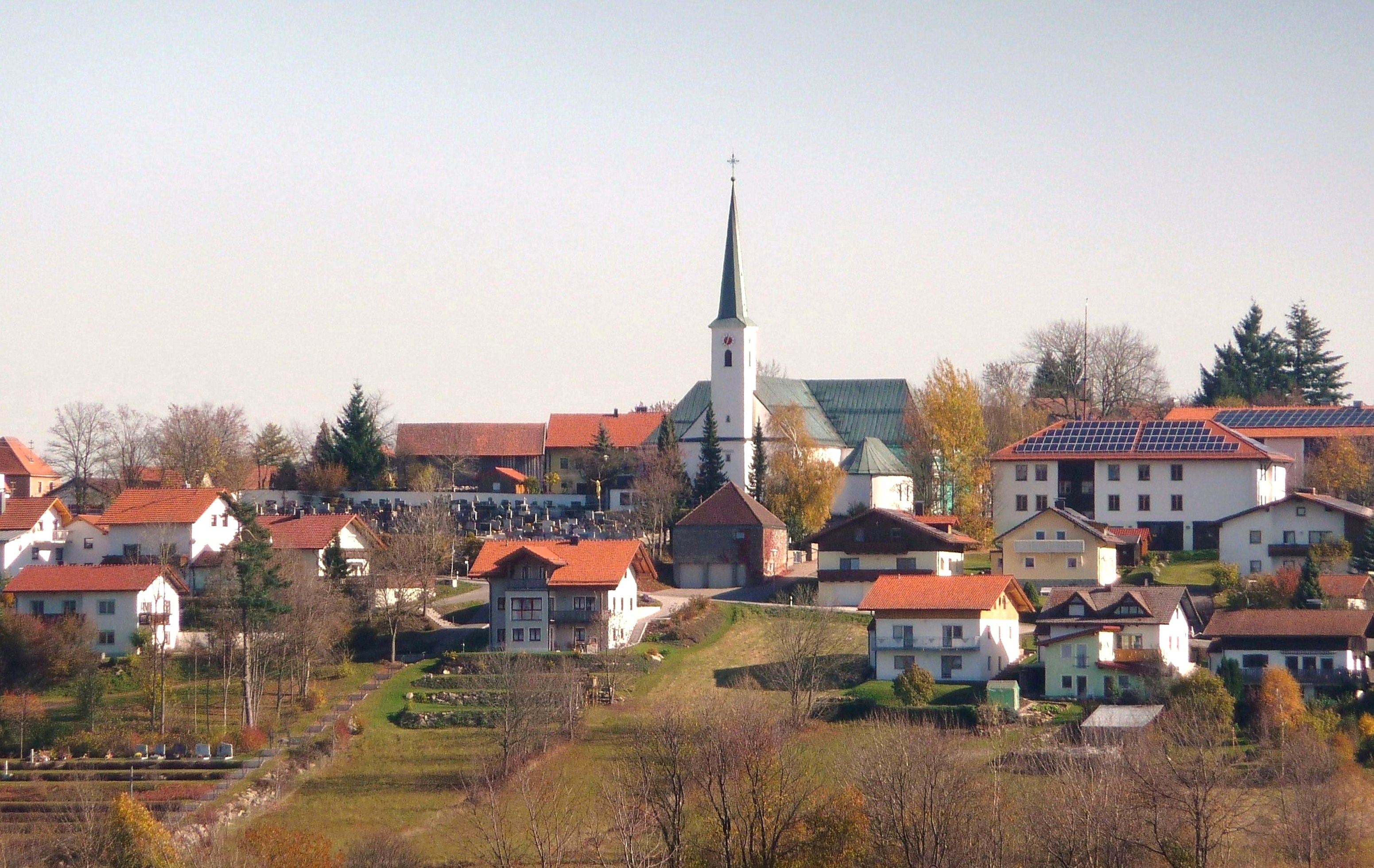
Blick auf Hohenau mit der Pfarrkirche St. Peter und Paul

Hohenau ist eine Gemeinde im niederbayerischen Landkreis Freyung-Grafenau. Der staatlich anerkannte Erholungsort liegt am Naturpark Bayerischer Wald.

## Geographie

### Geographische Lage
Die Gemeinde liegt in der Region Donau-Wald im Bayerischen Wald. Der Ort Hohenau liegt auf einer Höhe von 804 m ü. NHN. Der Nationalpark Bayerischer Wald beginnt unmittelbar nördlich der Gemeinde. Hohenau befindet sich an der B 533 auf halbem Weg zwischen Grafenau und Freyung (jeweils 10 km entfernt). Nach Passau sind es 40 km und zur tschechischen Grenze bei Philippsreut 25 km. Der Hauptort liegt in einer Höhenlage von 812 Metern.

### Gemeindegliederung
Es gibt 24 Gemeindeteile (in Klammern ist der Siedlungstyp angegeben):

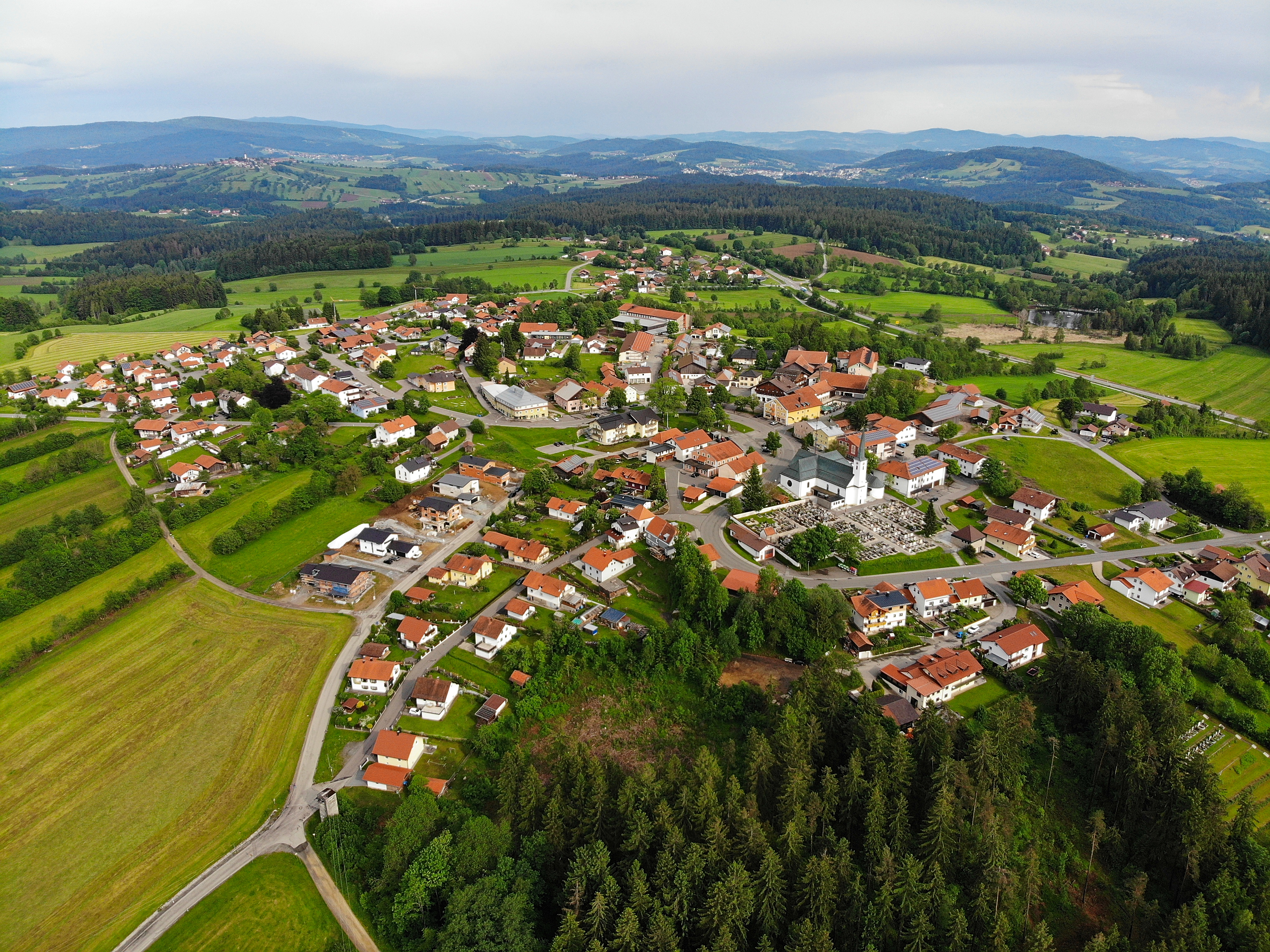
Hohenau (Niederbayern) Luftaufnahme (2021)

- Adelsberg (Einöde)
- Bierhütte (Dorf)
- Buchberg (Dorf)
- Bucheck (Dorf)
- Eppenberg (Dorf)
- Glashütte (Dorf)
- Haag (Dorf)
- Haslach (Dorf)
- Hohenau (Pfarrdorf)
- Hötzelsberg (Weiler)
- Hundswinkel (Einöde)
- Kapfham (Dorf)
- Kirchl (Dorf)
- Kramersbrunn (Einöde)
- Neuraimundsreut (Dorf)
- Oberkashof (Weiler)
- Raimundsreut (Dorf)
- Sägmühle (Weiler)
- Saldenau (Dorf)
- Saulorn (Dorf)
- Schönbrunn a.Lusen (Pfarrdorf)
- Schönbrunnerhäuser (Dorf)
- Unterkashof (Dorf)
- Weidhütte (Dorf)

### Nachbargemeinden
Die Gemeinde grenzt im Osten an die Stadt Freyung, im Süden an die Gemeinde Ringelai, im Westen an die Stadt Grafenau und im Norden an die Gemeinden Neuschönau und Mauth.

## Geschichte

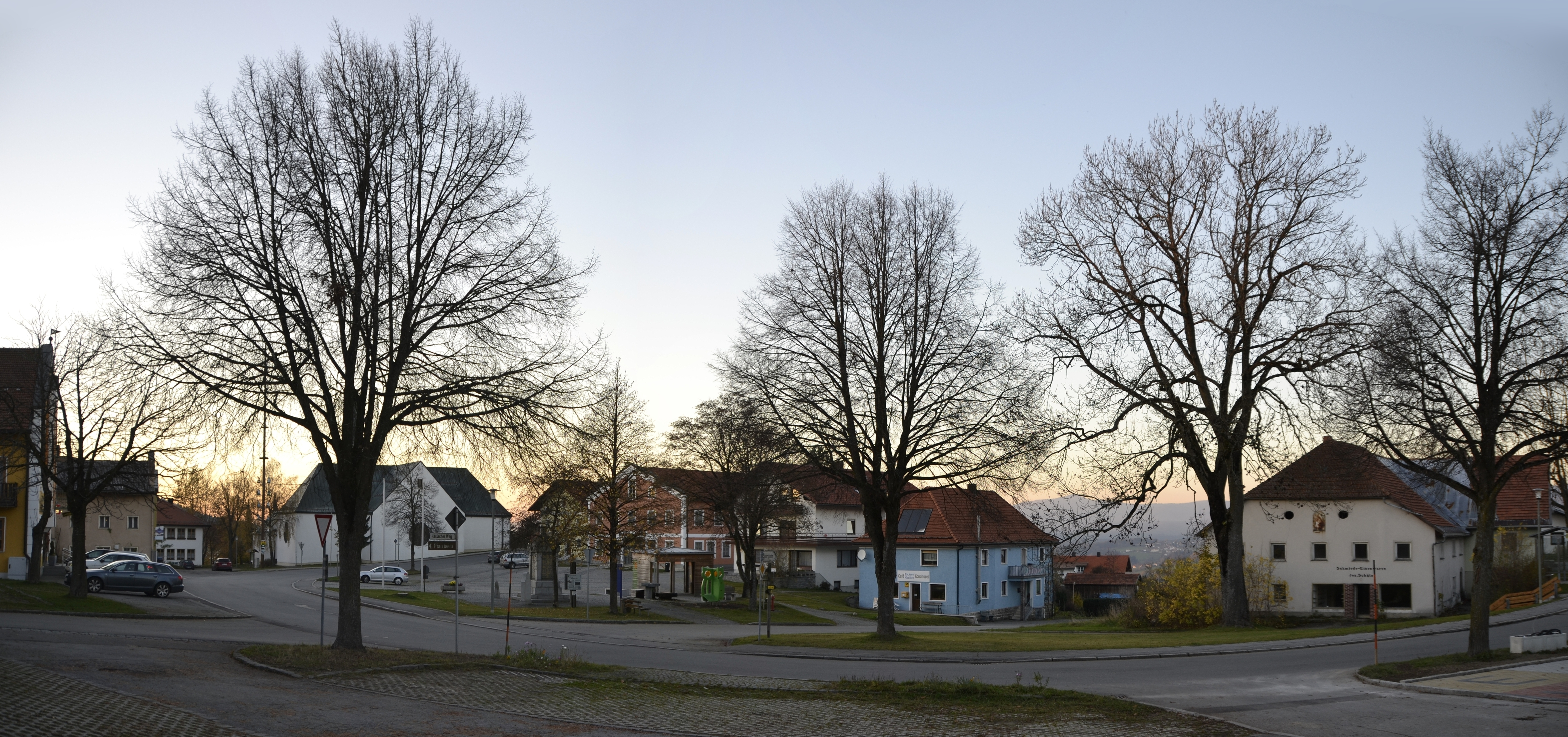
Der Anger von Hohenau (ca. 2012)

Der Ort Hohenau, der einen weiten Anger umschließt, wurde um 1380 gegründet. Große Besitzungen des heutigen Gemeindebereiches befanden sich damals im Besitz des Herrschaftsgeschlechts der Puchberger zu Wildenstein, an die heute noch die Erasmus-Kapelle in Buchberg erinnert; diese ehemalige Burgkapelle ist das einzige Überbleibsel, das an den Glanz und den Ruhm der Ritter von Wildenstein erinnert. Ihr direkt gegenüber liegen die nur noch rudimentär erhaltenen Reste der Veste Neuenpuchberg, welche Anfang der 1990er Jahre freigelegt wurden. Sie wurde im 15. Jahrhundert unter Hartlieb von Puchberg, Ministerial der Passauer Bischöfe und gleichzeitig Vasall der Herzöge Bayerns, als nördliche Grenze des Abteilandes errichtet.
Der Name Hohenau ist auf die Landschaft, die „hohe Au“, zurückzuführen. Hohenau war seit mindestens 1476 Benefizium der Pfarrei Perlesreut und wurde im 16. Jahrhundert zur Pfarrei erhoben, die bis 1803 dem Kollegiatstift St. Salvator in Passau inkorporiert war. Die Pfarrkirche St. Peter und Paul wurde um 1737 erbaut 1964 vergrößert.
1834 brannte das Dorf zuletzt ab.

### Eingemeindungen
Im Zuge der Gebietsreform in Bayern wurde am 1. April 1971 ein Teil der aufgelösten Gemeinde Wasching und am 1. Januar 1978 die Gemeinden Schönbrunn am Lusen eingegliedert. Durch die Eingemeindungen wurde das Gemeindegebiet erheblich vergrößert. Zur Gemeinde Hohenau gehören somit 24 Gemeindeteile.

### Einwohnerentwicklung
Zwischen 1988 und 2018 wuchs die Gemeinde von 3286 auf 3320 um 34 Einwohner bzw. um 1 %. Am 31. Dezember 2003 zählte Hohenau 3509 Einwohner.

## Politik

### Gemeinderat
Der Gemeinderat besteht aus 16 Mitgliedern und dem Ersten Bürgermeister und setzt sich seit den Kommunalwahlen in Bayern 2020 wie folgt zusammen:
- CSU: 8 Sitze (48,7 % der Stimmen)
- SPD-FWG: 5 Sitze (30,2 % der Stimmen)
- JWU: 3 Sitze (21,1 % der Stimmen)
- Die Unabhängige Schönbrunner Liste trat zur Kommunalwahl 2020 nicht an

Die Wahlbeteiligung bei der Wahl 2020 lag in Hohenau bei 79,0 %

### Bürgermeister
Berufsmäßiger Erster Bürgermeister ist Josef Gais (CSU), der bei der Bürgermeisterwahl 2020 im ersten Wahlgang mit 67,8 % der gültigen Stimmen gewählt wurde. Er ist seit 1. Mai 2020 Nachfolger von Altbürgermeister Eduard Schmid (CSU), der sich 2020 nicht mehr zur Wahl stellte.

### Wappen
Hohenau
Das seit 1968 geführte Wappen zeigt in Gold aus einem grünen Hügel einen geschliffenen Edelstein, aus dem eine zweiblättrige Pflanze mit zwei roten Blüten erwächst.
Der Edelstein verweist auf das Carbidwerk Freyung, die Pflanze stellt ein Sumpf-Blutauge dar, die das Große Weihermoos im Gemeindegebiet prägt.

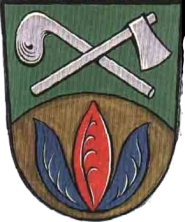
Schönbrunn am Lusen
Bogenförmig geteilt von Grün und Gold;
oben schräg gekreuzt eine silberne Axt und eine Glasblasrohr mit Glaskugel; unten eine stilisierte Blumenblüte mit rotem Mittelblatt und zwei seitlichen blauen Blättern.
Die Axt das Werkzeug zur Rodung und Siedlungsbau und die Glaspfeife das bedeutendste Handwerksgerät zur Glasherstellung. Das in der Volkskunst beliebte Blumenmotiv erinnert an die besonders im vorigen Jahrhundert ausgeübte, weit verbreitete Hinterglasmalerei.

### Gemeindepartnerschaften
- Polen: Hohenau unterhält eine Partnerschaft mit der polnischen Stadt Toszek (deutsch Tost).

## Kultur und Sehenswürdigkeiten

### Regelmäßige Veranstaltungen
- Maibaumaufstellen am 1. Mai
- Zu Pfingsten wird am Dorfplatz das dreitägiges Pfingstfest des Sportvereins Hohenau veranstaltet.
- Starkbierfest
- Rocktoberparty
- After-Summer-Party
- Waldweihnacht
- Peter und Paul Kirta
- Wasservögelsingen
- Feuerwehrhäuslfest

### Grünflächen und Naherholung
- Geotop Buchberger Leite
- Burgruine Neuenbuchberg
- Naturbadeweiher (Pfarrerweiher)[9]

### Sport
- Der SV Hohenau 1949 e. V. wurde im Dezember 1949 von Kriegsflüchtlingen und Heimatvertriebenen aus Osteuropa gegründet. Nachdem der Spielbetrieb wegen Spielermangels 1955 vorübergehend eingestellt werden musste, wurde der Sportverein im Dezember 1960 wieder ins Leben gerufen. Lange Zeit wurde nur Fußball im Verein gespielt, inzwischen wird auch Volleyball, Damenturnen und Ski angeboten[10]. Die erste Mannschaft der Fußball-Abteilung spielte von 2009 bis 2011 in der Bezirksliga Niederbayern, von dieser stieg man 2011 in der Relegation ab. Von der Saison 2015/16 bis 2017/18 war man wieder in der Bezirksliga Niederbayern Ost vertreten, da man in der Saison 2014/15 den Kreisligameistertitel in der Kreisliga Bayerwald erreichen konnte.[11] 2018 stieg man wieder in die Kreisliga ab und spielt nun in der Kreisliga Passau. Gespielt wird im Lusenstadion.
- Die DJK SG Schönbrunn am Lusen 1961 e. V. bietet Fußball, Tischtennis, Stockschießen, Wintersport, Radsport und Theater an. Die 1. Fußball-Mannschaft, "Lusenkicker" genannt, spielt in der Saison 2023/24 in der Kreisliga Passau.
- Die Juniorenfördergemeinschaft (JFG) Lusen 2010 e. V. wurde vom SV Hohenau, der DJK SG Schönbrunn und dem TSV Mauth am 15. Mai 2010 gegründet. Grund für den Entschluss, sich bei der Jugendarbeit zusammenzutun, waren die sinkenden Geburtszahlen in der Region Freyung-Grafenau und der dadurch entstehenden Problematik, dass die einzelnen Vereine ihre Jugendarbeit nicht mehr betreiben können.[12] Ein Jahr später stieß auch der SV Finsterau zur JFG dazu[13].

Weiterhin existieren folgende Vereine:
- der Tennisclub (TC) Hohenau
- die Waidler Sportschützen Kirchl e. V.
- Schützenverein Tell Raimundsreut

## Wirtschaft und Infrastruktur

### Verkehr
Durch das Gemeindegebiet führt die Bundesstraße 533 von Grafenau nach Freyung.
Im Öffentlichen Nahverkehr ist die Gemeinde mit Regionalbussen des neuen ÖPNV erschlossen. Daneben verkehren die Igelbusse mit zwei Linien in den Sommermonaten durch das Gemeindegebiet. Außerdem verkehren Winterigelbusse in den Weihnachts- und Faschings-Schulferien.
Im Gemeindegebiet Hohenau gilt das Bayerwald-Ticket. Seit dem 1. Mai 2010 ist die Gemeinde neben weiteren Bayerwaldgemeinden an dem GUTi – Gästeservice Umwelt-Ticket beteiligt, das seinen Gästen kostenlosen Beförderung auf allen Bahn- und Busverbindungen im Bayerwald-Ticket-Tarifgebiet anbietet.

### Bildung
In der Gemeinde bestehen folgende Einrichtungen:
- 2 Kindertagesstätten mit 138 Plätzen und 122 betreuten Kindern (Stand 1. März 2022)
- Georg-von-Pasterwiz-Grundschule Hohenau[14]

## Persönlichkeiten

### Söhne und Töchter der Gemeinde
- Georg Pasterwitz (1730–1803), römisch-katholischer Geistlicher und Komponist
- Franz Xaver Hilz (1859–1930), Unternehmer und Politiker
- Georg Schuster (1903–1975), in Haslach geborener Landwirt und Politiker (CSU), Mitglied des Bayerischen Landtags
- Eduard Christian Hurt (* 1955), Zellbiologe